# Hymne du Saugeais
L'hymne du Saugeais est un hymne créé pour marquer l'originalité de l'identité du pays Sauget. On parle d'hymne national de manière folklorique, en référence à la République du Saugeais.

## L'hymne

### Création
Le chant patriotique fut composé en 1910 sur une musique du barde breton  Théodore Botrel par le Chanoine Joseph Bobillier, né à Montbenoît, capitale de la république du Saugeais, dans un esprit identitaire, culturel mais aussi humoristique. Il compte huit couplets.

### Langue
Le texte est rédigé en burgondan, dialecte de l'arpitan dont l'aire de locution correspond à la moitié sud du département du Doubs avec Pontarlier pour ville principale. Le parler en question est celui du Saugeais qui connaît des influences d'autres dialectes arpitans, valaisan et savoyard.

### Paroles
Voici les paroles officielles.